# Rynholec
Rynholec település Csehországban, Rakovníki járásban. Rynholec Stochov, Lány és Nové Strašecí településekkel határos. Lakosainak száma 1082 fő (2024. január 1.).

## Népesség
A település lakosságának változását az alábbi diagram mutatja:
| Lakosok száma | 1271 | 991  | 1487 | 1296 | 974  | 844  | 949  | 999  | 1012 | 1082 |
|               | 1869 | 1900 | 1921 | 1961 | 1980 | 2011 | 2016 | 2019 | 2021 | 2024 |